# Blue Moon (альбом Кармен Макрей)
Blue Moon — студийный альбом американской певицы Кармен Макрей, выпущенный в 1956 году на лейбле Decca Records. Макрей поёт в сопровождении оркестра под управлением Тэда Демерона или Джимми Манди.

## Отзывы критиков
| Оценки критиков               | Оценки критиков |
| Источник                      | Оценка          |
| ----------------------------- | --------------- |
| AllMusic                      | [ 4 ]           |
| Billboard                     | 76/100          |
| Encyclopedia of Popular Music | [ 6 ]           |
| The Penguin Guide to Jazz     | [ 7 ]           |

Музыкальный критик Скотт Яноу дал альбому четыре звезды из пяти, написав: «Большая часть музыки на этом превосходном (но малоизвестном) альбоме Кармен Макрей не переиздавалась и, конечно, не в полном виде. В сопровождении оркестра Макрей исполняет как стандарты, так и малоизвестные композиции, баллады и мелодии среднего темпа. Хотя биг-бэнд анонимен, он хорош в ансамблевой работе; в любом случае основное внимание уделяется голосу певицы. Основные моменты включают „Blue Moon“, „My Foolish Heart“, „I’m Putting All My Eggs In One Basket“ и „All This Could Lead to Love“ Манделла Лоу».
В журнале Billboard заявили, что бархатный голос Макрей должен привлечь к этому альбому много внимания в диджейских кругах от побережья до побережья, альбому, наполненному попеременно раскатистым и зажигательным вокалом, включающим стандарты.
Рецензент британского издания Record Mirror дал негативную оценку альбому, выразив негодование по поводу шума вокруг Макрей, а также заявил, что «её выступление в этом альбоме плачевное: её тон бедный, немузыкальный, неинтересный, в ней нет ни мягкой округлости, ни страстной теплоты, которую можно ожидать от джазовых артистов, ни даже заискивания „коммерческой“ вокалистки».

## Список композиций
1. «Blue Moon» (Ричард Роджерс, Лоренц Харт) — 2:35
2. «My Foolish Heart» (Виктор Янг, Нед Вашингтон) — 3:12
3. «I Was Doing All Right» (Джордж Гершвин, Айра Гершвин) — 2:49
4. «Summer Is Gone» (Дон Коста) — 3:27
5. «I’m Putting All My Eggs in One Basket» (Ирвинг Берлин) — 2:24
6. «Nowhere» (Джо Муни) — 2:45
7. «Until the Real Thing Comes Along» (Манн Холинер, Альберта Николс, Сол Чаплин, Сэмми Кан, Л. Е. Фриман) — 3:23
8. «Lush Life» (Билли Стрэйхорн) — 3:37
9. «Even If It Breaks My Heart» (Дик Картер, С. Генри Вудс) — 2:35
10. «Laughing Boy» (Джек Сигал) — 3:01
11. «Lilacs in the Rain» (Питер Де Роуз, Митчелл Пэриш) — 2:52
12. «All This Could Lead to Love» (Манделл Лоу, Уолтер Бишоп ст.) — 3:12